# Nachal Alona
Nachal Alona (hebrejsky: נחל אלונה) je vádí v severním Izraeli, ve vysočině Ramat Menaše a v pobřežní nížině.
Začíná v nadmořské výšce přes 100 metrů nad mořem, na západním okraji vysočiny Ramat Menaše, jižně od obce Giv'at Nili. Odtud vádí směřuje k západu a jihozápadu převážně odlesněnou pahorkatinou, přičemž podchází dálnici číslo 6 a zvolna klesá. U vesnice Avi'el míjí ze severu pahorek Giv'at Cefi a stáčí se k severu, kde vstupuje do pobřežní nížiny, respektive do jejího výběžku nazývaného údolí Bik'at ha-Nadiv, na jehož okraji ústí zleva do vádí Nachal Taninim.